# Ханс Бете
 Ханс Албрехт Бете (на немски: Hans Albrecht Bethe) е американски физик от германски произход, работил в областта на ядрената физика. Носител на Нобелова награда за физика за 1967 година за изследването на звездния ядрен синтез.

## Биография
Роден е на 2 юли 1906 г. в Страсбург, днес Франция. Завършва университетите във Франкфурт и Мюнхен. По време на Втората световна война оглавява Теоретичният отдел на Националната лаборатория в Лос Аламос, в която се създават първите атомни бомби. През 1950-те години участва и в разработването на водородната бомба. По-късно заедно с Алберт Айнщайн се обявява срещу ядрените изпитвания и надпреварата във въоръжаването.
Умира на 6 март 2005 г. в Итака, САЩ.

## Избрана библиография
- Bethe, H. A. "Theory of High Frequency Rectification by Silicon Crystals", Massachusetts Institute of Technology (MIT) Radiation Laboratory, United States Department of Energy, (29 октомври 1942).
- Bethe, H. A. "Theoretical Estimate of Maximum Possible Nuclear Explosion", Knolls Atomic Power Laboratory-Schenectady, N.Y., United States Department of Energy, (31 януари 1950).
- Bethe, H. A.; Rajaraman, R. "Three-body Problem in Nuclear Matter", University of Southern California-Los Angeles, United States Department of Energy, (1967).
- Bethe, H. A. "Note on Inverse Bremsstrahlung in a Strong Electromagnetic Field", Los Alamos National Laboratory (LANL), United States Department of Energy, (September 1972).
- Bethe, H. A. "Pauli Principle and Pion Scattering", Los Alamos National Laboratory (LANL), United States Department of Energy, (October 1972).
- Bethe, H. A. "Fusion Hybrid Reactor", Sandia National Laboratories, United States Department of Energy, (August 1981).